# Анатольевка (Курская область)
Анато́льевка — деревня в Рыльском районе Курской области. Входит в состав Студенокского сельсовета.

## География
Деревня находится в 132 км западнее Курска, в 26 км западнее районного центра — города Рыльск, в 8 км от центра сельсовета  — Студенок. В 2 км проходит государственная граница с Украиной.
Климат
Анатольевка, как и весь район, расположена в поясе умеренно континентального климата с тёплым летом и относительно тёплой зимой (Dfb в классификации Кёппена).

## Население
| 2002 | 2010 |
| ---- | ---- |
| 170  | ↘154 |

## Инфраструктура
Личное подсобное хозяйство. В деревне 76 домов.

## Транспорт
Анатольевка находится в 14 км от автодороги регионального значения 38К-017 (Курск — Льгов — Рыльск — граница с Украиной), в 3,5 км от автодороги межмуниципального значения 38Н-352 (38К-017 — Гниловка), на автодороге 38Н-751 (38Н-352 — Анатольевка), в 4 км от ближайшего ж/д остановочного пункта Гудово (линия Хутор-Михайловский — Ворожба).
В 183 км от аэропорта имени В. Г. Шухова (недалеко от Белгорода).

## Достопримечательности
- Братская могила